# Kacper Sierakowski
Kacper Paweł Sierakowski (ur. 2 grudnia 1993) – polski łucznik specjalizujący się w łuku klasycznym.
W 2013 roku zdobył srebrny medal mistrzostw świata juniorów w Wuxi. W zawodach indywidualnych przegrał w finale z Belgiem Robinem Ramaekersem.
Na drugich igrzyskach europejskich rozegranych w Mińsku w 2019 roku zajął dziewiąte miejsce, odpadając z rywalizacji po porażce w 1/8 finału z Davidem Pasqualuccim 1:7.

## Wyniki
| Rok  | Zawody                         | Miejscowość      | Grupa  | Ind.   | Druż. | Mikst |
| ---- | ------------------------------ | ---------------- | ------ | ------ | ----- | ----- |
| 2013 | Młodzieżowe mistrzostwa Europy | Wuxi             | Junior | srebro | 9.    | 20.   |
| 2015 | Uniwersjada                    | Gwangju          | Senior | 33.    | 8.    | –     |
| 2016 | Halowe mistrzostwa świata      | Ankara           | Senior | 17.    | 9.    | –     |
| 2016 | Mistrzostwa Europy             | Nottingham       | Senior | 57.    | 9.    | –     |
| 2017 | Uniwersjada                    | Tajpej           | Senior | 9.     | 9.    | 8.    |
| 2017 | Mistrzostwa świata             | Meksyk           | Senior | 57.    | 24.   | –     |
| 2018 | Mistrzostwa Europy             | Legnica          | Senior | 33.    | 9.    | 17.   |
| 2019 | Mistrzostwa świata             | ’s-Hertogenbosch | Senior | 129.   | 37.   | –     |
| 2019 | Igrzyska europejskie           | Mińsk            | Senior | 9.     | –     | 17.   |
| 2021 | Mistrzostwa Europy             | Ankara           | Senior | 5.     | 6.    | –     |